# Cagiva Elefant 900
Die Cagiva Elefant 900 ist ein Motorradmodell des italienischen Motorradherstellers Cagiva. Die Enduro war als Konkurrenzprodukt zu den Reiseenduros Honda XRV 750 Africa Twin, BMW R 100 GS und Yamaha XTZ 750 konzipiert.
Mit der Elefant 650 war Cagiva 1985 nach BMW, Moto Morini (1981 Camel) und Honda ein weiterer Hersteller, der eine Enduro mit einem Zweizylindermotor auf den Markt brachte. Verwendet wurde der 650 cm³ Ducati V2-Motor mit nominal 50 PS Leistung und hochwertigen Federelementen von Öhlins und Marzocchi.
Im Rahmen der ersten Modellpflege wurde der Hubraum auf 750 cm³ erhöht und das ursprünglich unverkleidete Modell mit einer kleinen rahmenfesten Verkleidung ausgerüstet.
Durch die Teilnahme Cagivas an der Rallye Dakar entstand ein Modell mit 904 cm³ Hubraum. Nach dem Sieg bei dieser Rallye 1990 durch Edi Orioli (3. Platz Alessandro De Petri auf Cagiva Elefant) wurde versucht, durch ein neues Modell im „Lucky Explorer“ Design der Werksmaschinen wirtschaftlichen Erfolg zu erzielen.
Als Highlight wurde 1991 die neue Elefant 900 i.e. Lucky Explorer (Lucky Strike war Sponsor des siegreichen Dakar-Teams) vorgestellt. Die Maschine hatte das Design der Werksmaschinen und war mit elektronischer Magneti Marelli Einspritzanlage, Öhlins-Federbein, sowie Marzocchi-Gabel in Verbindung mit einem – damals ungewöhnlichen – 19"-Vorderrad ausgerüstet. Der hohe Neupreis von ca. 18.500 DM (eine Honda XRV 750 Africa Twin kostete zu der Zeit 10.500 DM) verhinderte allerdings eine weite Verbreitung. Es wurden nur knapp 1.000 Motorräder gebaut, von denen heute nur noch wenige im Originalzustand erhalten sind.
Da das Motorrad ein aggressives Aussehen hatte, wurde nach knapp zwei Jahren ein „zivil“ aussehendes Modell – die Elefant 900 i.e. GT – auf den Markt gebracht. Bei diesem wurden u. a. folgende Anpassungen für den Massenmarkt durchgeführt: 6-Gang-Getriebe, stärkere Lichtmaschine, kürzere Federwege für eine niedrigere Sitzhöhe und eine schlichte graue Metalliclackierung.
Den Endpunkt der Produktion der Cagiva Elefant bildeten die Varianten mit Vergasermotor und 748 cm³ bzw. 904 cm³, deren Fahrwerke durch weniger Federweg und Verzicht auf hochwertige Komponenten gegenüber dem Ur-Modell zurückblieben. Die Offroad-Qualitäten waren bei diesen beiden Modellen deutlich in den Hintergrund getreten.